# Coccycua
Coccycua är ett fågelsläkte i familjen gökar inom ordningen gökfåglar med endast tre arter som alla förekommer i Sydamerika:
- Pygmégök (C. minuta)
- Dvärggök (C. pumila)
- Grågök (C. cinerea)